# Louvigné-du-Désert
Pour les articles homonymes, voir Louvigné (homonymie).
Louvigné-du-Désert est une commune française située dans le département d'Ille-et-Vilaine, en région Bretagne, peuplée de 3 352 habitants.

## Géographie

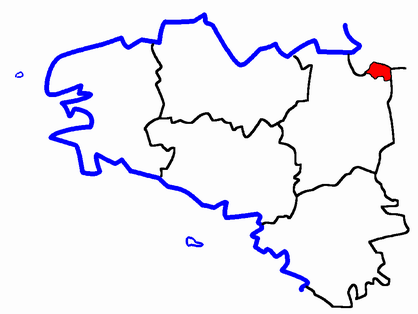

Louvigné-du-Désert se situe au nord-est du département d'Ille-et-Vilaine en Bretagne, plus communément appelée la région des trois provinces puisqu'elle est limitrophe avec la Manche en Basse-Normandie et la Mayenne (ancienne province du Maine) dans les Pays de la Loire.
Géologiquement, Louvigné-du-Désert se situe sur la chaîne cadomienne (chaîne de montagne formée il y a 600 millions d'années) à l'origine de l'apparition des zones granitiques entre Perros-Guirec et Louvigné-du-Désert. Ces gisements, qui bordent la côte, ont une orientation est-ouest et se prolongent sous forme de larges filons jusqu'à la région de Vire. Le paysage est donc composé de rochers granitiques apparus avec l'érosion. On peut ainsi apercevoir en se promenant des carrières abandonnées ou en exploitation.
La relative proximité de la mer (35 km de la baie du mont Saint-Michel) assure une pluviométrie abondante (moyenne sur 10 ans : 990 mm/an). Les températures sont assez douces et les hivers sont peu rigoureux.
Louvigné-du-Désert est une région de bocages et de landes. Elle est traversée par le Nançon, la rivière de Gasne, la rivière de Hamelin, le ruisseau Français et l'Airon.
| Monthault      | Saint-Brice-de-Landelles (Manche) | Les Loges-Marchis (Manche) |
| Mellé Villamée | Louvigné-du-Désert                | Landivy (Mayenne)          |
| Parigné        | Landéan                           | La Bazouge-du-Désert       |

### Hydrographie
Pour un article plus général, voir Réseau hydrographique d'Ille-et-Vilaine.
La commune est traversée par la ligne de partage des eaux entre les bassins hydrographiques Seine-Normandie et Loire-Bretagne. Elle est drainée par l'Airon, la Glaine, le Lair, le Nançon, la Rivière du Moulin Dory, le ruisseau de Bois Garnier, la rivière le Nançon, le cours d'eau 01 des Carrières de l'Avenir, le cours d'eau 01 du Pont Dauphin, le fossé 01 de la Fleurinais, le fossé 01 de la Gesbertais, le fossé 01 de la Geslandais, le fossé 01 de la Guinchère des Bois, le fossé 01 de la Jardière, le fossé 01 de la Juguenais, le fossé 01 de la Linais Rouangère, le fossé 01 de la Vadière, le fossé 01 de la Varie, le fossé 01 de l'Epinay, le fossé 01 des Pallières, le fossé 01 du Chateau de Monthorin, le fossé 01 du Lattay, le fossé 02 de Bonne Fontaine, le fossé 02 de la Guinchère des Bois et divers autres petits cours d'eau,.
L'Airon, d'une longueur de 42 km, prend sa source dans la commune de Saint-Berthevin-la-Tannière et se jette  dans la Sélune à Saint-Hilaire-du-Harcouët, après avoir traversé douze communes. Les caractéristiques hydrologiques de l'Airon sont données par la station hydrologique située dans la commune. Le débit moyen mensuel est de 1,89 m3/s. Le débit moyen journalier maximum est de 17,2 m3/s, atteint lors de la crue du 25 mars 2001. Le débit instantané maximal est quant à lui de 27,6 m3/s, atteint le 26 janvier 2007.
La Glaine, d'une longueur de 14 km, prend sa source dans la commune de Saint-Ellier-du-Maine et se jette  dans l'Airon sur la commune, après avoir traversé six communes. 
Le Lair, d'une longueur de 15 km, prend sa source dans la commune  et se jette  dans la Sélune en limite de Saint-Hilaire-du-Harcouët et de Saint-Laurent-de-Terregatte, après avoir traversé huit communes. 
Le Nançon, d'une longueur de 20 km, prend sa source dans la commune de Landéan et se jette  dans le Couesnon à Fougères, après avoir traversé six communes. 

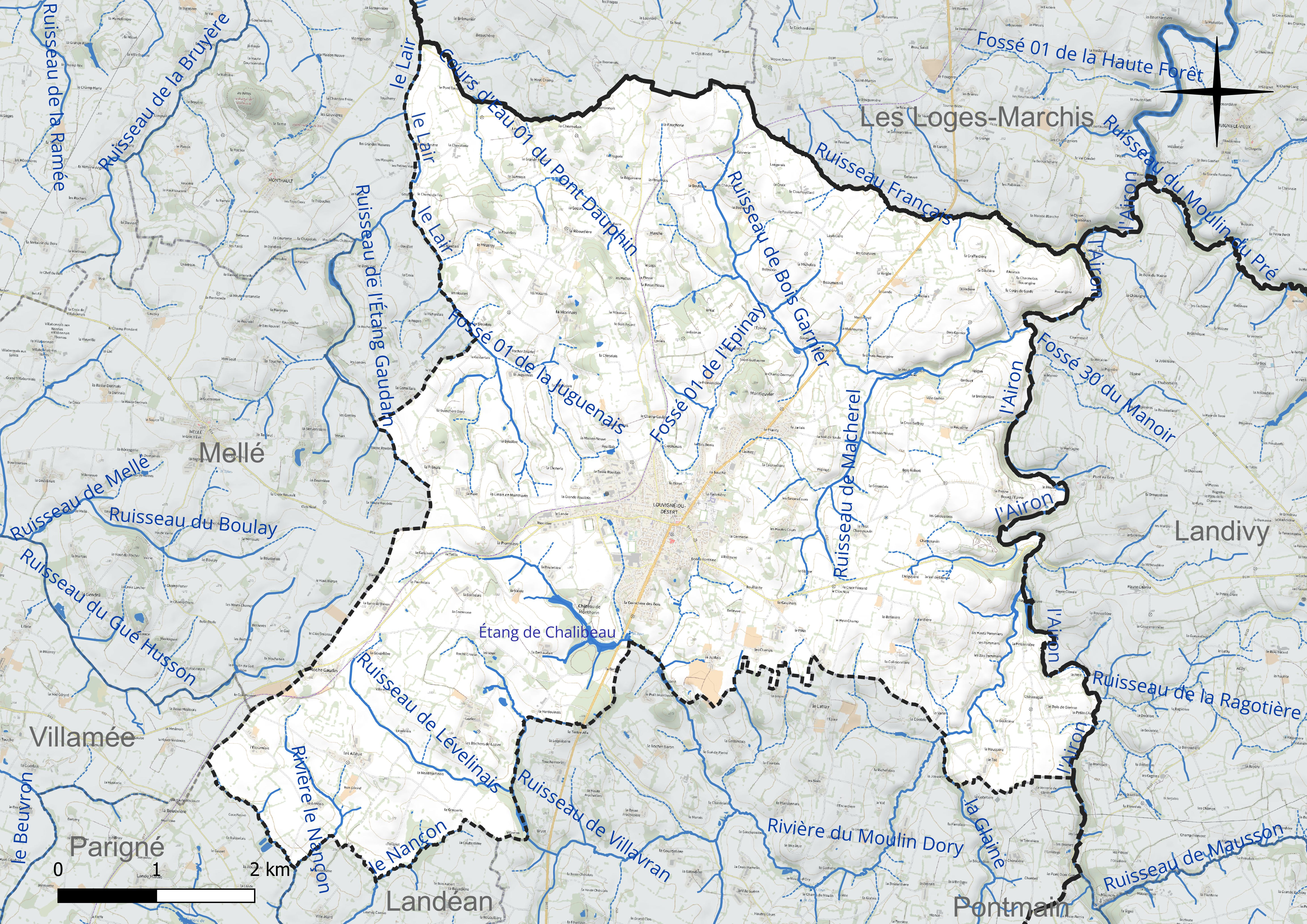
Réseau hydrographique de Louvigné-du-Désert.

Un plan d'eau complète le réseau hydrographique : l'étang de Chalibeau (6,48 ha),.

### Climat
Le climat qui caractérise la commune est qualifié, en 2010, de « climat océanique franc », selon la typologie des climats de la France qui compte alors huit grands types de climats en métropole. En 2020, la commune ressort du type « climat océanique » dans la classification établie par Météo-France, qui ne compte désormais, en première approche, que cinq grands types de climats en métropole. Ce type de climat se traduit par des températures douces et une pluviométrie relativement abondante (en liaison avec les perturbations venant de l'Atlantique), répartie tout au long de l'année avec un léger maximum d'octobre à février.
Les paramètres climatiques qui ont permis d'établir la typologie de 2010 comportent six variables pour les températures et huit pour les précipitations, dont les valeurs correspondent à la normale 1971-2000. Les sept principales variables caractérisant la commune sont présentées dans l'encadré ci-après.
| Paramètres climatiques communaux sur la période 1971-2000 - Moyenne annuelle de température : 10,6 °C - Nombre de jours avec une température inférieure à −5 °C : 2,1 j - Nombre de jours avec une température supérieure à 30 °C : 1,3 j - Amplitude thermique annuelle : 13,1 °C - Cumuls annuels de précipitation : 962 mm - Nombre de jours de précipitation en janvier : 14,1 j - Nombre de jours de précipitation en juillet : 8,4 j |

Avec le changement climatique, ces variables ont évolué. Une étude réalisée en 2014 par la Direction générale de l'Énergie et du Climat complétée par des études régionales prévoit en effet que la  température moyenne devrait croître et la pluviométrie moyenne baisser, avec toutefois de fortes variations régionales. La station météorologique de Météo-France installée sur la commune et mise en service en 1986 permet de connaître l'évolution des indicateurs météorologiques. Le tableau détaillé pour la période 1981-2010 est présenté ci-après.
| Mois                                  | jan.             | fév.             | mars          | avril         | mai             | juin          | jui.          | août           | sep.           | oct.          | nov.            | déc.           | année      |
| ------------------------------------- | ---------------- | ---------------- | ------------- | ------------- | --------------- | ------------- | ------------- | -------------- | -------------- | ------------- | --------------- | -------------- | ---------- |
| Température minimale moyenne (°C)     | 2                | 2,2              | 3,6           | 4,9           | 8,4             | 10,7          | 12,4          | 12,3           | 10             | 8,2           | 4,6             | 2,3            | 6,8        |
| Température moyenne (°C)              | 4,7              | 5,4              | 7,5           | 9,3           | 13,1            | 15,7          | 17,5          | 17,5           | 15             | 11,9          | 7,7             | 5              | 10,9       |
| Température maximale moyenne (°C)     | 7,4              | 8,6              | 11,4          | 13,8          | 17,8            | 20,7          | 22,5          | 22,8           | 19,9           | 15,7          | 10,7            | 7,7            | 14,9       |
| Record de froid (°C) date du record   | −12,9 02.01.1997 | −12,1 08.02.1991 | −7,2 01.03.05 | −4 12.04.1986 | −1,9 06.05.19   | 1,8 01.06.06  | 5 12.07.00    | 2,8 31.08.1986 | 2,3 24.09.1996 | −2,9 29.10.03 | −6,9 22.11.1993 | −10,1 29.12.05 | −12,9 1997 |
| Record de chaleur (°C) date du record | 15,7 01.01.22    | 20,5 27.02.19    | 23,1 30.03.21 | 27,3 20.04.18 | 29,9 24.05.1989 | 35,3 29.06.19 | 36,8 23.07.19 | 36,5 05.08.03  | 32,3 14.09.20  | 27,9 02.10.11 | 20,6 01.11.15   | 16 16.12.1989  | 36,8 2019  |
| Précipitations (mm)                   | 86,3             | 75,5             | 67,4          | 63,5          | 71,6            | 56,6          | 63,8          | 58,2           | 72,5           | 99,9          | 104,3           | 99,2           | 918,8      |

## Urbanisme

### Typologie
Au 1er janvier 2024, Louvigné-du-Désert est catégorisée bourg rural, selon la nouvelle grille communale de densité à sept niveaux définie par l'Insee en 2022.
Elle appartient à l'unité urbaine de Louvigné-du-Désert, une unité urbaine monocommunale constituant une ville isolée,. Par ailleurs la commune fait partie de l'aire d'attraction de Fougères, dont elle est une commune de la couronne,. Cette aire, qui regroupe 26 communes, est catégorisée dans les aires de 50 000 à moins de 200 000 habitants,.

### Occupation des sols
L'occupation des sols de la commune, telle qu'elle ressort de la base de données européenne d'occupation biophysique des sols Corine Land Cover (CLC), est marquée par l'importance des territoires agricoles (91,9 % en 2018), en diminution par rapport à 1990 (93,3 %). La répartition détaillée en 2018 est la suivante : 
prairies (48,9 %), zones agricoles hétérogènes (26,4 %), terres arables (16,6 %), zones urbanisées (3,8 %), forêts (2,2 %), zones industrielles ou commerciales et réseaux de communication (1,4 %), mines, décharges et chantiers (0,7 %). L'évolution de l'occupation des sols de la commune et de ses infrastructures peut être observée sur les différentes représentations cartographiques du territoire : la carte de Cassini (XVIIIe siècle), la carte d'état-major (1820-1866) et les cartes ou photos aériennes de l'IGN pour la période actuelle (1950 à aujourd'hui).

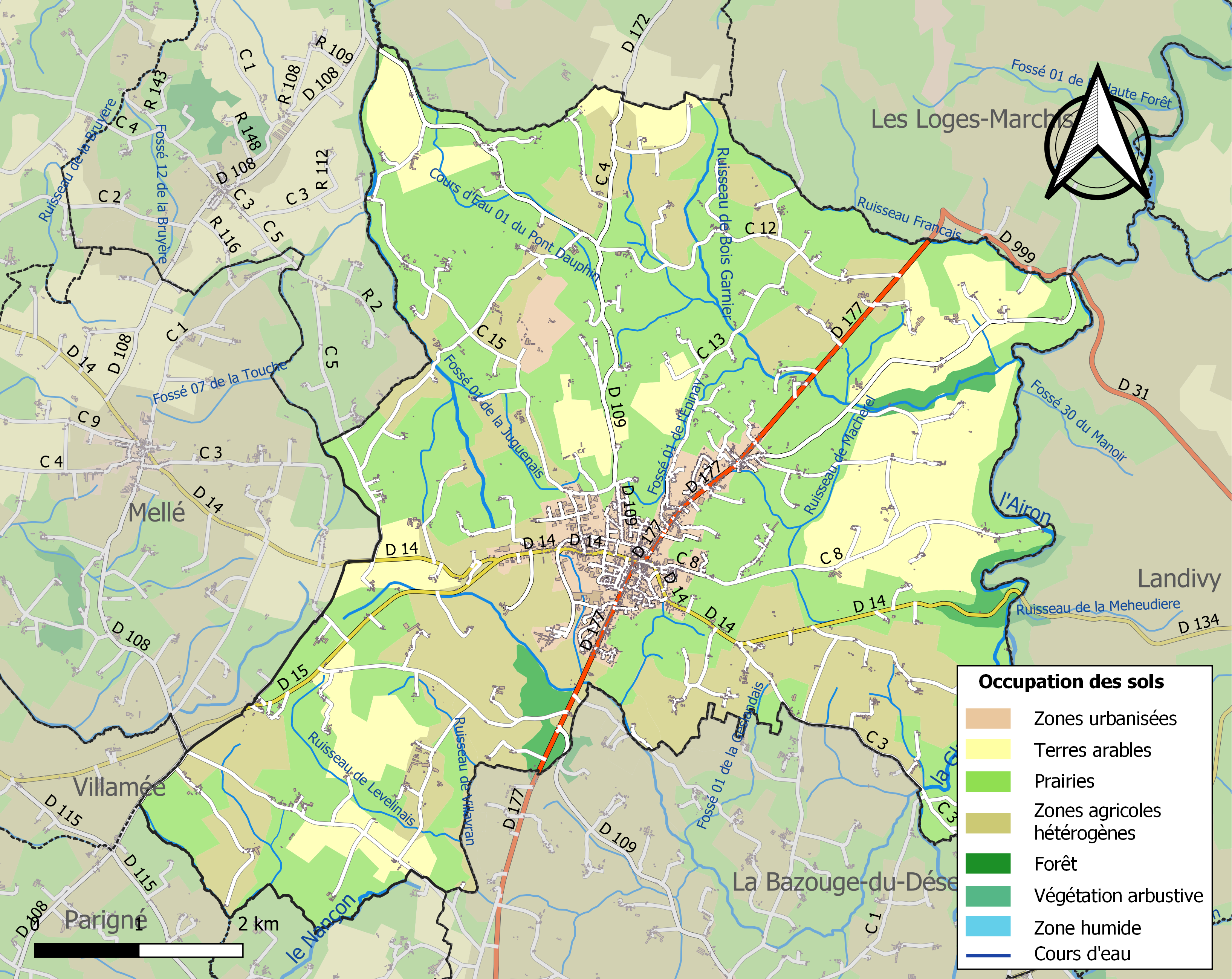
Carte des infrastructures et de l'occupation des sols de la commune en 2018 (CLC).

## Toponymie
Le nom de la localité est attesté sous les formes  Lupinaci au XIe siècle ; Luviniaco en 1041 ; Luviniacum au XIIe siècle ; Louvigneium au XIIIe siècle ; Lupiniacum en 1516 ; Loupvigny au XVIIe siècle.
Le type toponymique gallo-romain Louvigné est fondé sur le latin lupus « loup », suivi du suffixe -iniacum (forme allongée du suffixe de localisation et de propriété -(i)acum, d'origine gauloise) ou sur le nom de personne latin Lupinius (porté par un indigène gallo-romain), suivi du simple suffixe -(i)acum. Ces suffixes ont régulièrement abouti à la terminaison -(ign)é dans les pays de l'ouest du domaine d'oïl. Son sens global est « endroit ou il y a des loups, louvière » ou « propriété de Lupinius ». 
Le qualificatif du-Désert a été ajouté au XIIIe siècle. Il rappelle que les zones frontalières antiques étaient fréquemment des espaces inoccupés de forêts, de taillis et de landes. Louvigné marquait autrefois une triple frontière entre les tribus gauloises des Riedones, des Abrincates, et des Diablintes. Cependant, on appelait couramment désert une zone favorable à l'érémétisme, comme il s'en trouvait au haut Moyen Âge à la limite de deux cités ; deux régions en lisière du diocèse de Rennes ont porté ce qualificatif, celle de Louvigné-du-Désert, mais aussi l'archidiaconé du Désert, ainsi que le doyenné du Désert, une de ses subdivisions.
Homonymie avec les nombreux Louvigné ; Loubigné ; Louvigny ; etc.
Le nom traduit en breton est Louvigneg-an-Dezerzh.

## Histoire

### Moyen-Âge
Il a existé un doyenné de Louvigné (son existence est attestée par une charte du XIIIe siècle) qui comprenait les paroisses de La Bazouge-du-Désert, La Selle-en-Coglès, Le Châtellier, Le Ferré, Landéan, Louvigné-du-Désert, Mellé, Monthault, Montours, Parigné, Poilley, Saint-Brice-en-Coglès, Saint-Étienne-en-Coglès, Saint-Georges-de-Reintembault, Saint-Germain-en-Coglès, Saint-Jean-en-Coglès, Villamée.

### Révolution française
L'organisation des fêtes révolutionnaires témoigne cependant du maintien d'un sentiment favorable au nouveau régime, surtout après la fin de la Terreur :
- les victoires des armées républicaines sont fêtées, notamment la paix avec l'Autriche, principal ennemi de la France, en brumaire an VI[43] ;
- l'anniversaire de l'exécution de Louis XVI, accompagnée d'un serment de haine à la royauté et à l'anarchie, est fêté (à partir de 1795)[44] ;
- l'anniversaire de la fondation de la Première République, le 21 septembre[45] ;
- la fête du 26 messidor (14 juillet) à partir de 1794[43] ;
- les autres fêtes républicaines sont peu suivies, notamment à cause du manque de succès du calendrier républicain, qui fait que les fêtes d'Ancien Régime et les nouvelles ne coïncident pas[46].

### LeXIXesiècle
Le château de la Touche est construit pendant la décennie 1870 par un patron granitier, Pierre Brault, pendant une période de récession de l'activité, dans le but de donner du travail à ses ouvriers, contre un maigre salaire, d'où le surnom de "château du pain sec" attribué à ce château.
Louis Gouyet, qui possédait deux carrières, fut pendant la décennie 1890 l'un des plus importants patrons granitiers de la région.

### LeXXesiècle
Lors de la bataille de Normandie, Louvigné est libéré par Le 3e bataillon du 358e régiment d'infanterie (en) à 1 h du matin le 3 août 1944 sans opposition. 
La société L' Avenir dépose son bilan en 1985.

## Démographie
L'évolution du nombre d'habitants est connue à travers les recensements de la population effectués dans la commune depuis 1793. Pour les communes de moins de 10 000 habitants, une enquête de recensement portant sur toute la population est réalisée tous les cinq ans, les populations de référence des années intermédiaires étant quant à elles estimées par interpolation ou extrapolation. Pour la commune, le premier recensement exhaustif entrant dans le cadre du nouveau dispositif a été réalisé en 2008.
En 2022, la commune comptait 3 352 habitants, en évolution de −1,5 % par rapport à 2016 (Ille-et-Vilaine : +5,46 %, France hors Mayotte : +2,11 %).
| 1793  | 1800  | 1806  | 1821  | 1831  | 1836  | 1841  | 1846  | 1851  |
| ----- | ----- | ----- | ----- | ----- | ----- | ----- | ----- | ----- |
| 3 200 | 3 060 | 3 176 | 3 066 | 3 349 | 3 412 | 3 524 | 3 601 | 3 802 |

| 1856  | 1861  | 1866  | 1872  | 1876  | 1881  | 1886  | 1891  | 1896  |
| ----- | ----- | ----- | ----- | ----- | ----- | ----- | ----- | ----- |
| 3 750 | 3 675 | 3 672 | 3 592 | 3 583 | 3 644 | 3 732 | 3 986 | 3 770 |

| 1901  | 1906  | 1911  | 1921  | 1926  | 1931  | 1936  | 1946  | 1954  |
| ----- | ----- | ----- | ----- | ----- | ----- | ----- | ----- | ----- |
| 3 716 | 3 736 | 3 725 | 3 354 | 3 360 | 3 475 | 3 702 | 3 942 | 4 016 |

| 1962  | 1968  | 1975  | 1982  | 1990  | 1999  | 2006  | 2008  | 2013  |
| ----- | ----- | ----- | ----- | ----- | ----- | ----- | ----- | ----- |
| 3 880 | 3 983 | 4 298 | 4 445 | 4 260 | 4 034 | 3 834 | 3 761 | 3 435 |

| 2018  | 2022  | - | - | - | - | - | - | - |
| ----- | ----- | - | - | - | - | - | - | - |
| 3 346 | 3 352 | - | - | - | - | - | - | - |

## Économie
L'économie de Louvigné-du-Désert se fonde avant tout sur les richesses de son sol, à savoir l'agriculture et l'exploitation du granite. La commune accueille aussi de nombreux commerces et de nombreuses entreprises. Elle a cependant vu les entreprises du textile (plus de 300 emplois) se délocaliser et elle doit maintenant attirer de nouvelles entreprises pour dynamiser son territoire.

### Louvigné-du-Désert, «capitale du granit»
Le déterminisme géographique a fait de l'économie de Louvigné-du-Désert une économie fondée sur l'exploitation du granite. Au début du XXe siècle, on comptait 300 travailleurs du granite et environ 400 dans les années 1930. L'activité granitière était très liée à l'agriculture. Après la Seconde Guerre mondiale, l'industrie granitière a recruté de la main-d'œuvre dans une paysannerie devenue trop nombreuse sur les exploitations. Tout au long du XXe siècle, le manque de main-d'œuvre a fait affluer des centaines d'immigrés italiens, portugais, belges et espagnols.
Aujourd'hui, on compte environ 250 ouvriers répartis dans une dizaine d'entreprises, la plus importante étant la Générale du granit qui emploie 150 personnes. Ces entreprises ont dû beaucoup se moderniser pour gagner de la productivité et devenir plus compétitives face aux entreprises étrangères à faibles coûts salariaux. Aujourd'hui, elles doivent toujours relever ce défi et se spécialiser dans le haut de gamme.
Le Campus régional du CFA de l'UNICEM est situé à Louvigné-du-Désert.

### L'agriculture
La surface agricole utile est de 3 420 hectares, son sol verdoyant est caractérisé par de petits plateaux entrecoupés de petites vallées encaissées où circulent de nombreux ruisseaux et rivières poissonneuses.
L'élevage, tout comme la production laitière, est très développé, les productions de viande et de céréales sont également présentes, presque toujours à des fins d'alimentation animale (les rendements dépassent souvent les 1 400 kg de matière sèche à l'hectare).
L'agriculture louvignéenne en quelques chiffres : 
- 145 exploitations agricoles confondues ;
- 13 GAEC (Groupement agricole d'exploitation en commun) ;
- 82 sont dites professionnelles avec une surface moyenne de 37 hectares ;
- 41 exploitations ont plus de 41 hectares. La production laitière est majoritaire, 2 200 vaches laitières y sont dénombrées ;
- 573 vaches allaitantes en production de viande. Le total des bovins se situe à 7 747 unités.

## Lieux et monuments

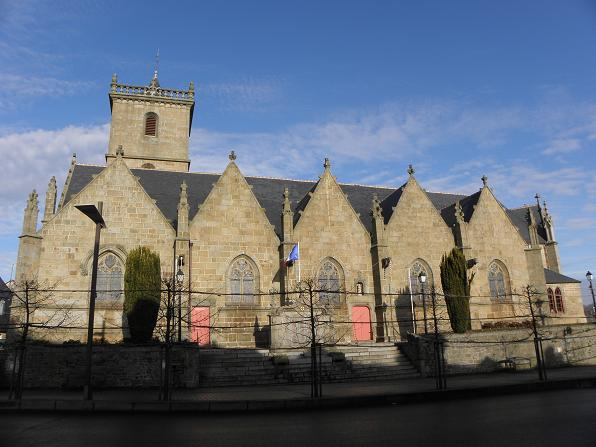
L'église Saint-Martin.

La commune abrite un monument historique :
- Le château de Monthorin, construit au XVIIe siècle par Gilles de Ruëllan, seigneur de Tiercent. Il a été agrandi au début du XIXe siècle après avoir été racheté par le général de Lariboisière. La chapelle funéraire a été inscrite par arrêté du 11 mars 1936 ; l'ensemble du château et des communs a été inscrit par arrêté du 19 novembre 1992[62].

Autres lieux et monuments :
- L'église Saint-Martin. En grand appareil de granite, ses larges bas-côtés éclairent une nef aveugle du XVIe siècle, allongée d'une travée et d'un chœur au XIXe siècle. Son collatéral sud à pignons, du XVIe siècle, est orné de gargouilles et grotesques. La tour d'influence normande est typique du style militaire du XVIIIe siècle. Sur son mur extérieur, des anneaux scellés servaient à attacher les chevaux, sans doute ceux des frères du Saint-Esprit, qui venaient là assister à la messe.
- Le mont Louvier (le rocher de Saint-Guillaume) est le point culminant de la région (184 m), il se situe à 1,5 km au nord du bourg. Les bois pittoresques qui couvrent les pentes escarpées de ce mont recèlent d'étranges rochers, couverts d'empreintes mystérieuses. La légende y voit la retraite de saint Guillaume Firmat.
- Le tertre Alix. La légende raconte qu'un comte nommé Alix, poursuivi par un loup, fut sauvé en se réfugiant dans le tronc d'un chêne qui s'ouvrit pour le protéger. En remerciement, Alix fit édifier contre le chêne, une chapelle dédiée à la Vierge.
- Manoir de la Morinais du XIVe siècle. Ancienne résidence de Bertrand du Guesclin[63].
- Manoir de la Raslais.
- Manoir du Domaine.
- Manoir de la Bâtardière.
- Manoir du Petit-Monthorin.
- Manoir de la Béray.
- Manoir du Bas-Plessis, sur la route de Landéan, date du XIVe siècle gage de la sergenterie de Fougères, en 1416, propriété de la Maison des de la Chapelle, à Pierre du Meys et son épouse Françoise Le Jeune, veuve en 1513, puis de 1539 à 1559, aux Channé seigneurs du Plessis-Channé. Elle passe ensuite à Jacques des Vaulx, seigneur de Monthorin et à sa veuve Marguerite de Poix. En 2003 sont restaurés à l'identique les peintures et boiseries.

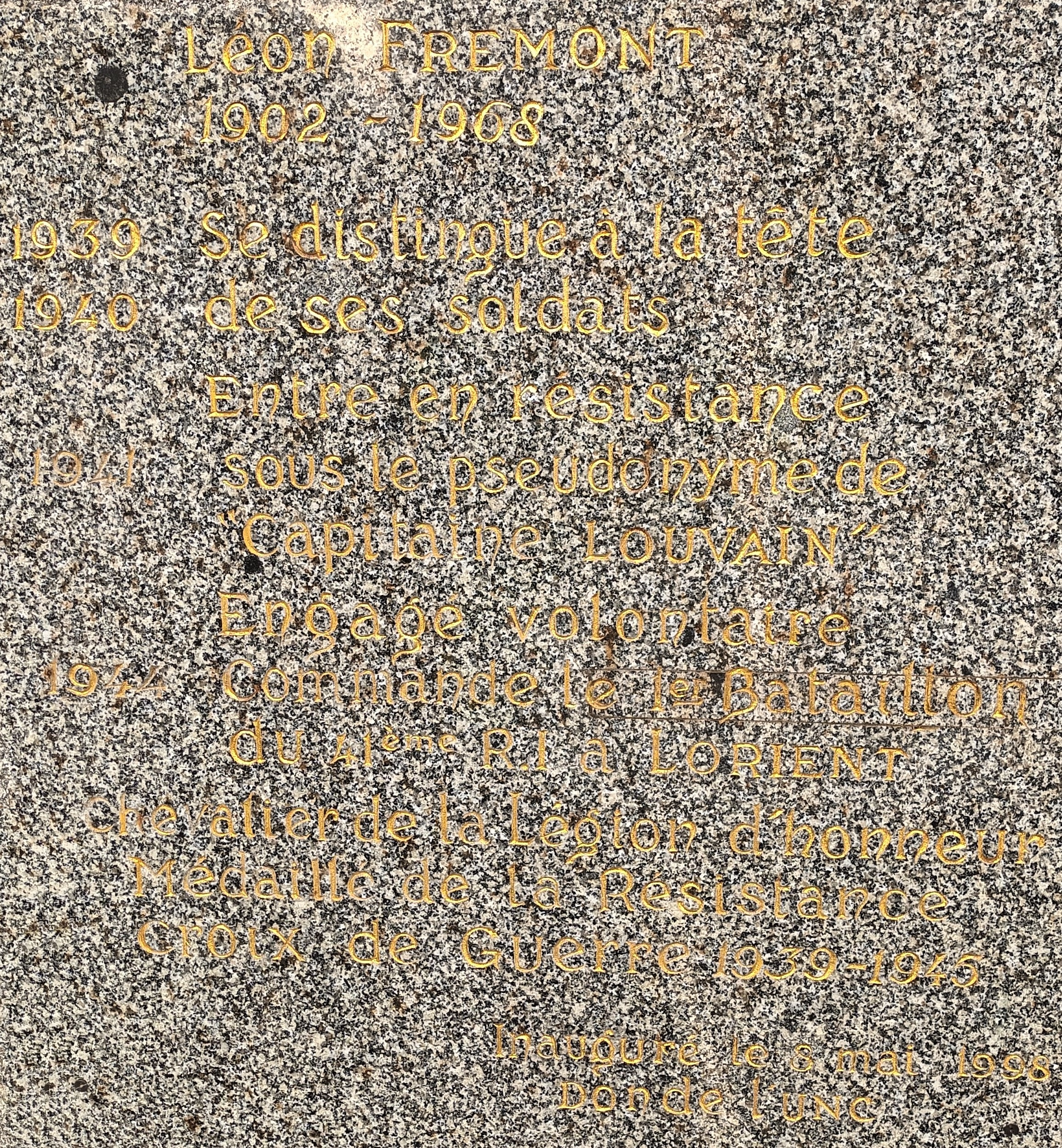

- Manoir des Alleux, avec sa tour, cage de l'escalier en vis placée au milieu de la façade arrière[64].
- La chapelle Saint-Jean.
- Mémorial du Commandant Frémont:

## Culture
Depuis 1999, Louvigné-du-Désert accueillait tous les ans au mois d'août le festival musical des Vaches au gallo.
Des expositions artistiques ont aussi lieu à la chapelle Saint-Jean pendant la saison estivale.
Jacques Bertin a écrit une chanson ayant pour titre Louvigné-du-Désert. Jacques Bertin a été l'invité d'honneur du premier salon Livres d'(h)ivers les 17 et  janvier 2015. À cette occasion, il donna un récital dans le théâtre de Jovence et chanta Louvigné du Désert.
Depuis 2016, c'est le Wadada Festival créé par l'association du Bruit dans le désert qui a pris place dans le centre de Louvigné avec un week end de musiques de la variété française ainsi que de street art basé sur la découverte.

### Le centre culturel Jovence
Inauguré en juin 2010 et initié par la municipalité, le centre culturel propose une quinzaine de spectacles par an. Missionnée par la mairie, l'association Bivouac gère la saison culturelle.

## Jumelages
- Trendelburg (Allemagne) depuis 1990.
- Burnham-on-Sea and Highbridge (Royaume-Uni) depuis 2000.

## Personnalités liées
- Alexandre-Jean Ruault, (1745 à Louvigné-1824 à Coulommiers), prêtre et député.
- Jean-Baptiste Auguste Marie Jamin (1775 à Louvigné-du-Désert - 1815), général français des armées de la République et de l'Empire, mort au combat à Waterloo. Son nom est gravé sous l'arc de triomphe de l'Étoile (9e colonne).
- Jean Ambroise Baston de Lariboisière (1759-1812), général de l'Empire, proche de l'Empereur, né à Fougères et dont la résidence principale fut au château de Louvigné-du-Désert du début de l'Empire à sa mort[réf. nécessaire] en 1812.
- Augustin Riban (1814 à Louvigné-du-Désert-1891), homme politique, député d'Ille-et-Vilaine.
- Hyacinthe Perrin (1877 à Louvigné-du-Désert - 1965), architecte DPLG.
- Léon Gry (1879 - 1952 à Louvigné-du-Désert), théologien et bibliste français.
- Louis Pétri (1919 - 1984), fils d'immigrés italiens, résistant de Haute-Bretagne et en Mayenne, a passé ses jeunes années à Louvigné-du-Désert.
- Eugène Letendre (né en 1931 à Louvigné-du-Désert - 2014), cycliste.
- Maëva Coucke (née en 1994 à Fougères), Miss France 2018, a vécu six ans à Louvigné-du-Désert[65].